# Религия Американского Самоа
Крупнейшие религии Самоа
 Протестантизм (49 %) Другие протестанты (29 %) Католицизм (20 %) Другие религии (2 %)

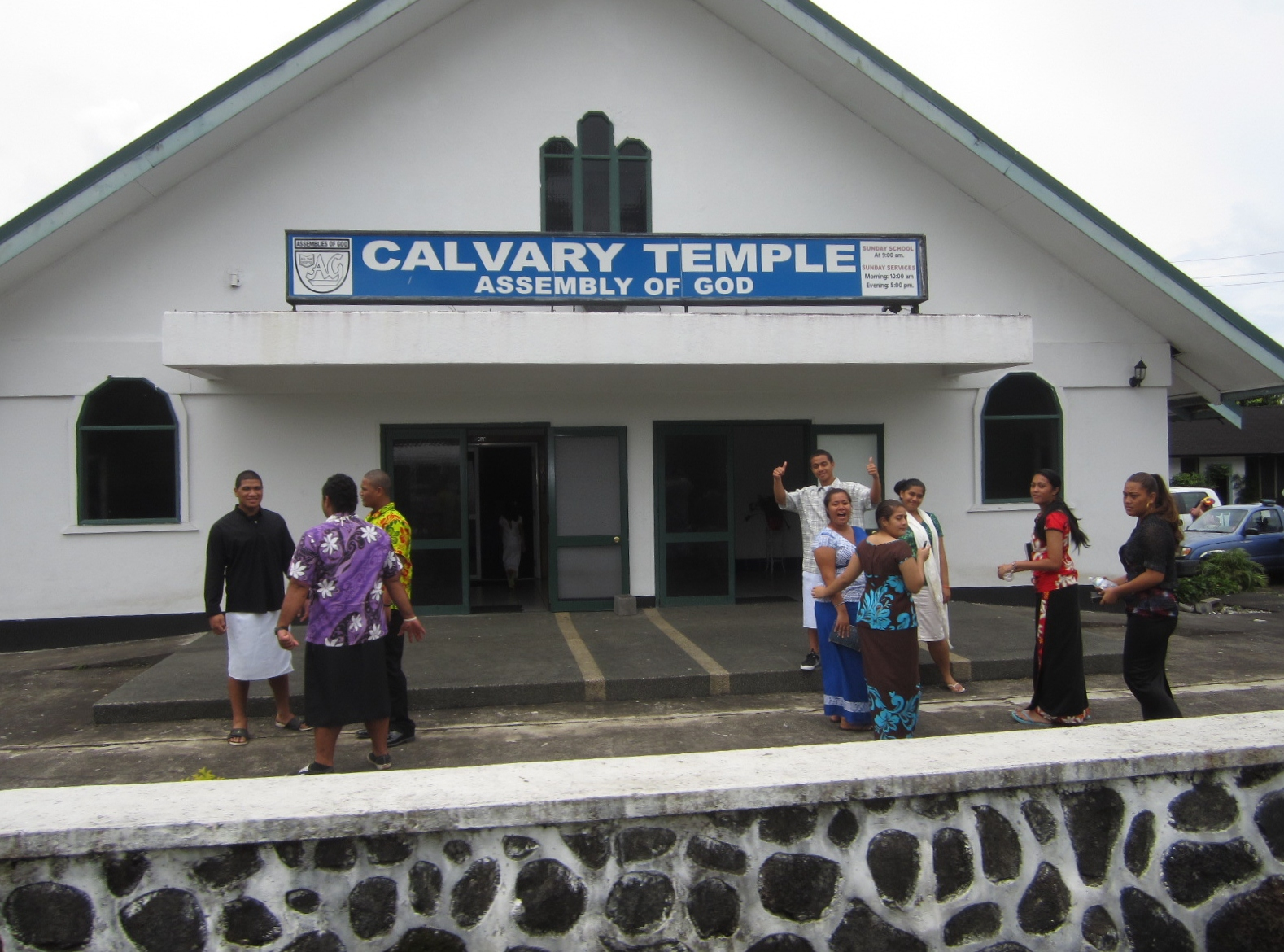
Церковь Ассамблеи Бога

Религия Американского Самоа — совокупность религиозных верований, присущих населению Американского Самоа. Большинство населения христиане. По данным международного отчета о свободе вероисповедания за 2010 год, христиане составляют 98 процентов всего населения. Из них по состоянию на 2016 год Более 50 % верующих — протестанты-конгрегационалисты, 30 % — другие протестантские деноминации (методисты, пятидесятники из Ассамблеи Бога и др.), 20 % католиков. 2 % населения составляют представители других религий (в том числе буддисты, мусульмане и бахаи). Сохраняются отдельные ритуальные практики языческого происхождения. На островах католические и англиканские церковно-административные структуры. Действует Совет христианских Церквей адвентистов седьмого дня.

## Христианство

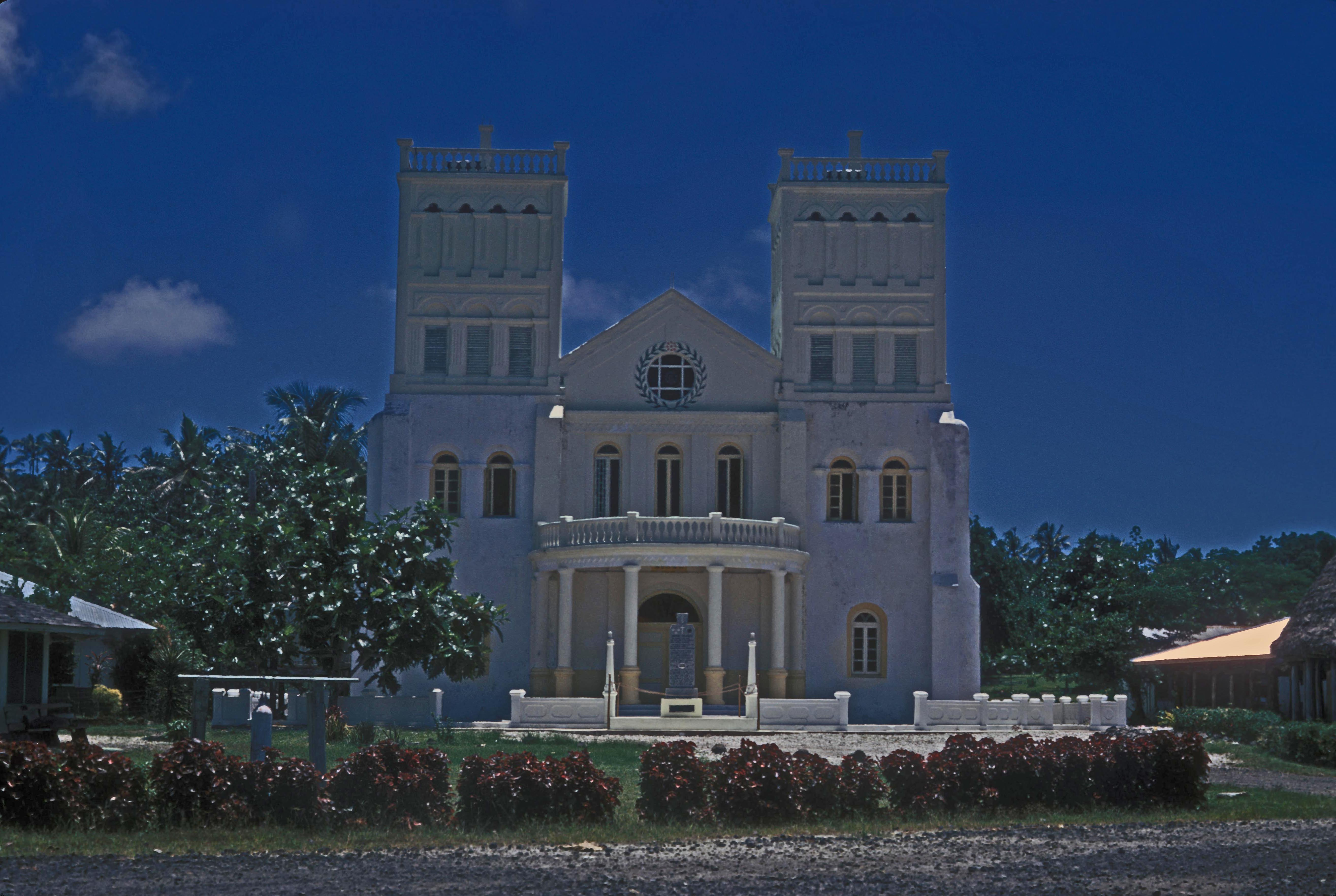
Церковь Зион в городе Леоне

Основные христианские конфессии на острове включают Конгрегационалистскую христианскую церковь в Американском Самоа, Католическую церковь, Церковь Иисуса Христа Святых последних дней и Методистскую церковь Самоа. В совокупности эти церкви составляют подавляющее большинство населения Американского Самоа.
Методисты, конгрегационалисты из Лондонского миссионерского общества и католики были первыми, кто создал христианские миссии на островах в XIX веке.
Сравнение переписей 2006, 2011 и 2016 годов показывает небольшое сокращение членства в основных конфессиях и рост участия в нетрадиционных и евангелических группах.

## Другие религии
По оценке CIA Factbook на 2010 год в стране помимо христиан 0,7 % агностиков, 0,4 % китайской народной религии, 0,3 % буддистов и 0,3 % последователей веры бахаи.
По разным данным количество мусульман колеблется от 0,03 % до 0,1 % населения этой территории. Ислам начал проникать в Американские Самоа в конце XX — начале XXI век. По данным переписи населения, мусульмане население увеличилось с 17 в 2010 году до 23 или 0,04 % в 2020 году.
Существует мусульманская община, которая собирается в небольшой мечети.